# Fred Warner
Federico Anthony Warner (San Marcos, 19 novembre 1996) è un giocatore di football americano statunitense che milita nel ruolo di linebacker per i San Francisco 49ers della National Football League (NFL).

## Carriera

### San Francisco 49ers
Warner fu scelto nel corso del terzo giro (70º assoluto) del Draft NFL 2018 dai San Francisco 49ers. Il 13 giugno firmò con la franchigia un contratto quadriennale del valore di 3,97 milioni di dollari.
Nel corso del training camp, Warner competé contro Brock Coyle per il ruolo di middle linebacker titolare. Il capo-allenatore Kyle Shanahan nominò Warner partente prima dell'inizio della stagione. Giocò accanto agli outside linebacker Mark Nzeocha e Malcolm Smith.

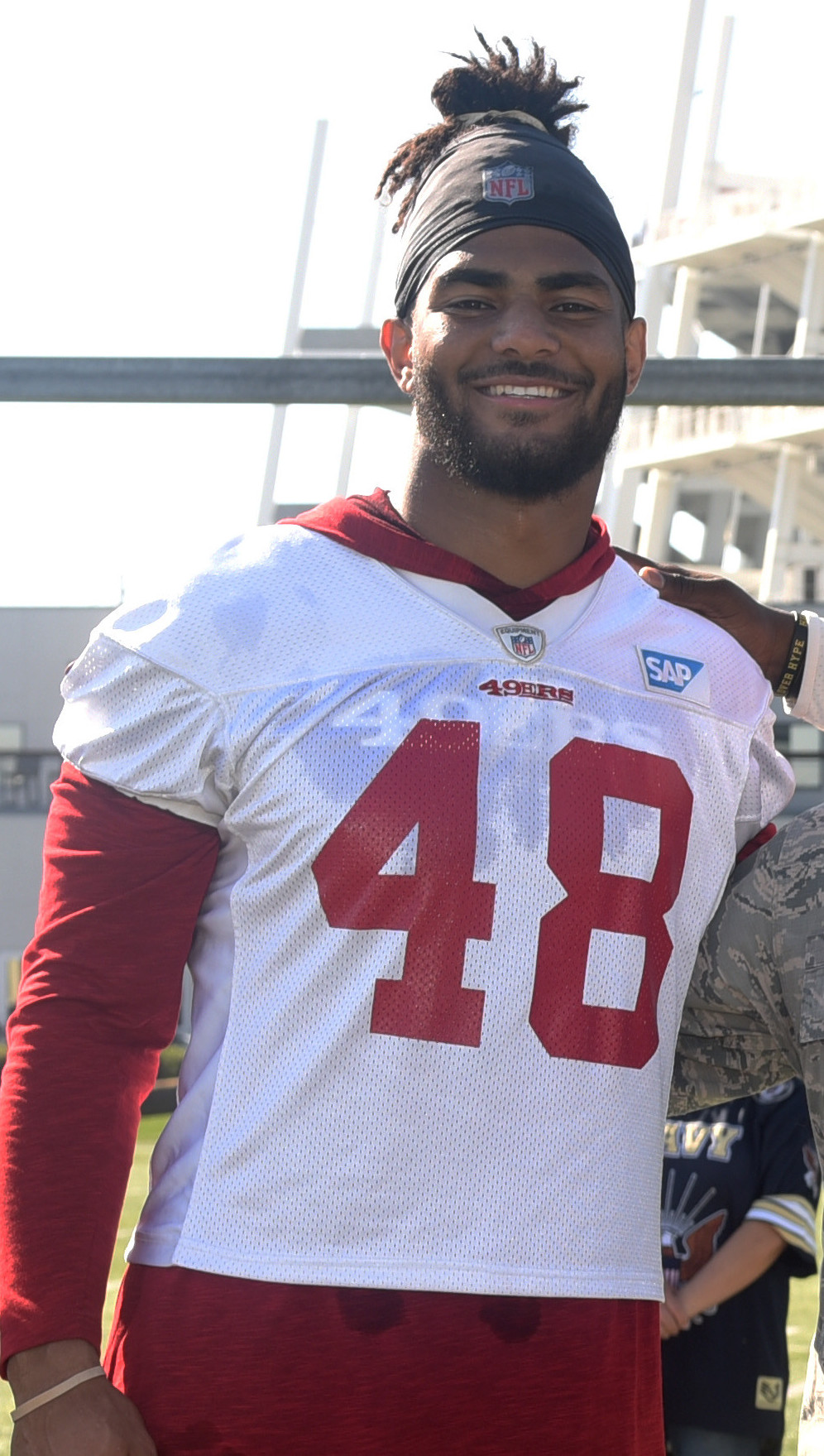
Warner nel 2018

Warner debuttò come professionista partendo come titolare contro i Minnesota Vikings facendo registrare 12 tackle, un passaggio deviato e un fumble forzato nella sconfitta 24–16. Il 30 dicembre 2018 mise a segno un massimo stagionale di 14 tackle nella sconfitta 48–32 contro i Los Angeles Rams nell'ultimo turno. La sua stagione da rookie si concluse disputando tutte le 16 partite come titolare, con 124 tackle (12º nella NFL e terzo tra i rookie), 6 passaggi deviati e un fumble forzato.
Nel Monday Night Football della settimana 10 della stagione 2019 contro i Seattle Seahawks, Warner guidò la squadra con 10 tackle, mise a segno 2 sack Russell Wilson e forzò un fumble sull'offensive tackle Germain Ifedi che fu recuperato dal compagno DeForest Buckner per un touchdown da 12 yard nella sconfitta ai tempi supplementari per 27–24. Due settimane dopo fu premiato come miglior difensore della NFC della settimana dopo avere guidato ancora la squadra con 11 tackle e messo a segno un fumble forzato, un sack e un tackle con perdita di yard nella vittoria sui Green Bay Packers. Alla fine di novembre fu premiato anche come difensore del mese della NFC dopo avere fatto registrare 53 tackle (4 con perdita di yard), 3 sack, 2 fumble forzati e 4 passaggi deviati. La sua stagione si chiuse guidando la squadra con 118 tackle. I 49ers nei playoff batterono i Minnesota Vikings e i Green Bay Packers, qualificandosi per il Super Bowl LIV. Il 2 febbraio 2020 partì come titolare nella finalissima in cui mise a segno 7 tackle e un intercetto su Patrick Mahomes ma i 49ers furono sconfitti per 31-20 dai Kansas City Chiefs.
Nella settimana 3 della stagione 2020 Warner guidò la squadra con 7 tackle e un intercetto su Daniel Jones, tenendo l'attacco dei New York Giants a 9 punti segnati. Nel penultimo turno fu premiato come difensore della NFC della settimana grazie a 14 tackle, 3 passaggi deviati, un fumble forzato e uno recuperato nella vittoria sui Cardinals. A fine stagione fu convocato per il suo primo Pro Bowl (non disputato a causa della pandemia di COVID-19) e inserito nel First-team All-Pro dopo avere conclus con 125 sack, un sack e 2 intercetti.
Il 21 luglio 2021 Warner firmò un rinnovo contrattuale quinquennale del valore di 95 milioni di dollari che lo rese l'inside linebacker più pagato della lega.
Nel 2022 Warner fu convocato per il suo secondo Pro Bowl e inserito nel First-team All-Pro dopo un nuovo primato personale di 130 placcaggi, oltre a 2 sack e un intercetto, disputando per la quinta stagione consecutiva tutte le partite come titolare. Nel divisional round dei playoff mise a segno un intercetto su Dak Prescott nella vittoria sui Dallas Cowboys per 19-12.
Nel quinto turno della stagione 2023, nella netta vittoria sui Cowboys, Warner mise a segno 8 tackle, un sack, un intercetto e un fumble forzato, mantenendo i 49ers imbattuti e venendo premiato come miglior difensore della NFC della settimana. A fine stagione fu convocato per il suo terzo Pro Bowl e inserito nel First-team All-Pro dopo avere totalizzato 132 tackle, 2,5 sack, 4 intercetti e 4 fumble forzati. I 49ers giunsero fino al Super Bowl LVIII, dove furono sconfitti ai tempi supplementari dai Chiefs.
Nel 2024 Warner fu convocato per il suo quarto Pro Bowl e inserito nel First-team All-Pro dopo avere totalizzato 131 placcaggi, un sack, 2 intercetti e 4 fumble forzati. I 49ers non si qualificarono per i playoff.
Il 19 maggio 2025 Warner firmò un nuovo contratto triennale del valore di 63 milioni di dollari.

## Palmarès

### Franchigia
- National Football Conference: 2

San Francisco 49ers: 2019, 2023

### Individuale
- Convocazioni al Pro Bowl: 4

2020, 2022, 2023, 2024
- First-team All-Pro: 4

2020, 2022, 2023, 2024
- Difensore della NFC del mese: 1

novembre 2019
- Difensore della NFC della settimana: 3

12ª del 2019, 16ª del 2020, 5ª del 2023